# Musée de l'Orangerie
Musée de l'Orangerie är ett konstmuseum i Paris första arrondissement. 
Napoleon III lät redan 1852 uppföra ett orangeri i det västra hörnet av Tuilerieträdgården vid Place de la Concorde. Byggnaden gjordes om till konstmuseum 1927 och hyser konst av framför allt impressionister och postimpressionister.

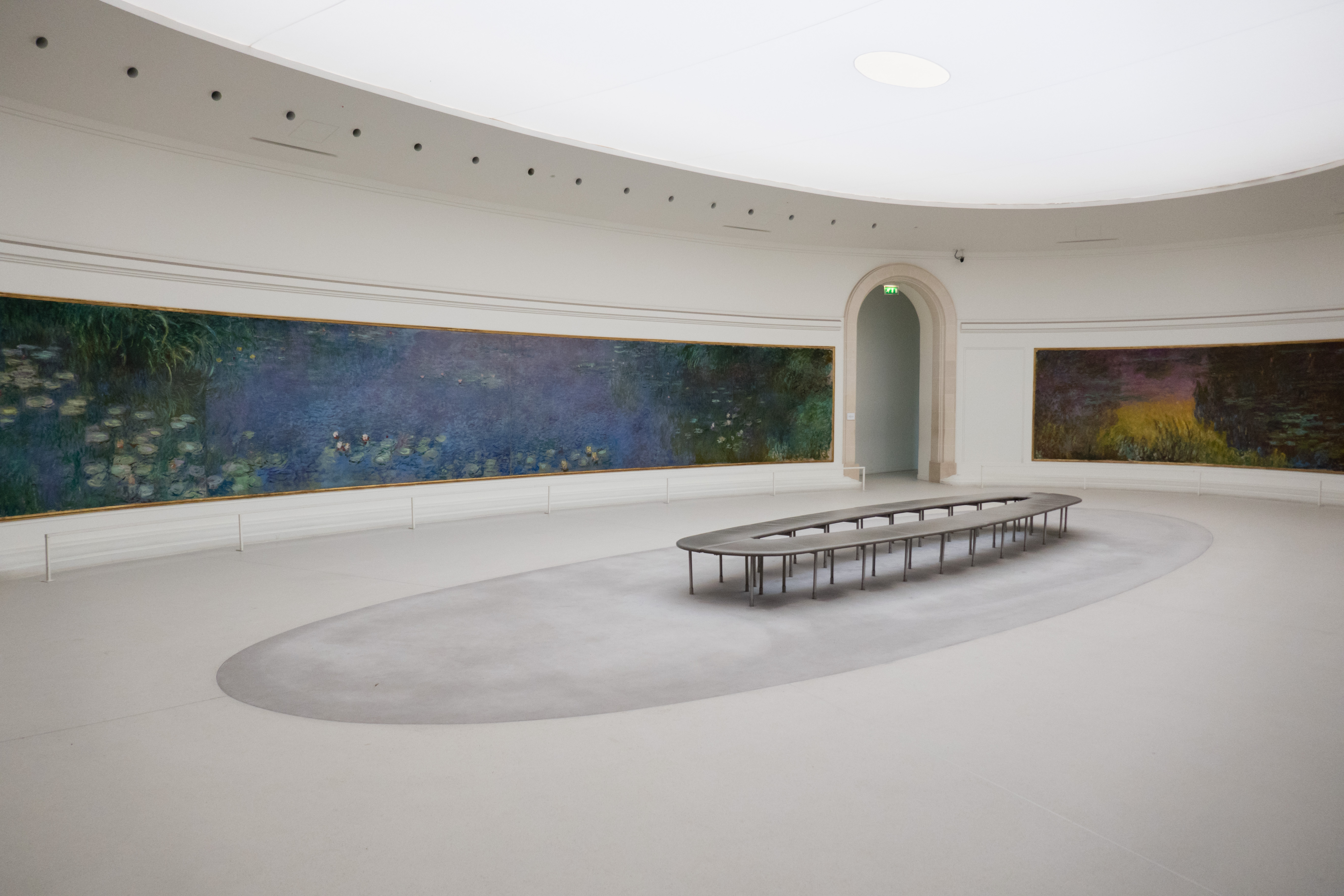
Ett rum tillägnat Claude Monets Näckrosor.

Museet är framför allt känt för åtta stora muralmålningar av näckrosor av Claude Monet. Bland övriga representerade konstnärer återfinns Paul Cézanne, Henri Matisse, Amedeo Modigliani, Pablo Picasso, Pierre-Auguste Renoir, Henri Rousseau, Alfred Sisley, Chaim Soutine och Maurice Utrillo.